# Marvin Johnson (pugile)
Marvin Johnson (Indianapolis, 12 aprile 1954) è un ex pugile statunitense, due volte campione mondiale dei pesi mediomassimi tra il 1978 e il 1980 e una volta dei pesi massimi leggeri (1986-1987).

## Biografia

### Carriera da dilettante
Ha avuto una brillante carriera dilettantistica, vincendo il Guanto d’Oro nazionale dei pesi mediomassimi, il campionato universitario AAU e il titolo nordamericano nel 1971. 
L’anno dopo è sceso di categoria e si è ripetuto vincendo il Guanto d’Oro nazionale nei pesi medi e fu designato a rappresentare gli Stati Uniti ai Giochi della XX Olimpiade. A Monaco di Baviera fu sconfitto in semifinale dal sovietico Vjačeslav Lemešev guadagnandosi la medaglia di bronzo nella categoria dei pesi medi.

### Carriera da professionista
Da professionista Johnson ha vinto i suoi primi 15 match, mettendo KO al quarto round, tra gli altri, Tom "The Bomb" Bethea, già sfidante di Nino Benvenuti al titolo mondiale dei medi.
Fu sconfitto per la prima volta dal futuro campione del mondo dei mediomassimi Matthew Franklin  per knock-out tecnico al 12º round per il titolo nordamericano dei mediomassimi.
Dopo tale battuta d'arresto, Johnson ottenne la chance di combattere per il titolo mondiale dei WBC, battendo Jerry Celestine. A Marsala, nel dicembre 1978 conquistò la corona mondiale battendo il mancino jugoslavo Mate Parlov. Dopo avergli aperto una ferita al secondo round, Johnson riuscì ad atterrare lo jugoslavo al decimo sino al conto di otto. L'arbitro interruppe l'incontro attribuendo la vittoria allo sfidante per knock-out tecnico.
Per la sua prima difesa del titolo, il 22 aprile 1979, Johnson affrontò nuovamente Franklin, di fronte ai fan della sua città natale, Indianapolis. Perse nuovamente per knock-out tecnico all'ottava ripresa lasciando al rivale la corona mondiale. Franklin combatté con una ferocia tale da lasciare Johnson gravemente sanguinante dal naso e con tagli intorno a entrambi gli occhi. Il match fu di tale intensità e drammaticità che nel 1996, la rivista Ring Magazine lo ha inserito al 35º posto nella lista dei 100 più grandi combattimenti di tutti i tempi. La ripresa finale fu definita "round of the year" 1979 dalla medesima rivista.
Johnson conquistò invece la cintura mondiale della WBA battendo l’argentino Víctor Galíndez, il 30 novembre 1979 a New Orleans.  Dopo una battaglia altalenante nei primi dieci round, mise KO l’avversario all'undicesima ripresa.
Come primo avversario, Johnson scelse nuovamente lo sfidante n. 1 al titolo mondiale, cioè Eddie Gregory che, a Knoxville nel marzo del 1980, lo sconfisse per knock-out tecnico all'11º round.
All'inizio del 1981 affrontò Michael Spinks, già campione olimpico a Montreal 1976. Nonostante un inizio promettente fu sconfitto per KO al quarto round.
Successivamente Johnson vinse 16 incontri consecutivi. Fu così designato, nel febbraio 1986, per contendere al  trinidadiano Leslie Stewart il titolo mondiale WBA dei pesi massimi leggeri, lasciato vacante da Michael Spinks. Johnson conquistò così per la terza volta un titolo mondiale per knock-out tecnico al settimo round. 
Difese per la prima volta vittoriosamente la sua cintura battendo a Indianapolis nel settembre dello stesso anno Jean-Marie Emebe del Camerun per knock-out tecnico al tredicesimo round. Concesse poi la rivincita a Leslie Stewart sul ring ostile di Port of Spain il 23 maggio 1987. Dopo essere stato atterrato diverse volte nei primi round, Johnson abbandonò dopo otto round consegnando il titolo al suo avversario. Fu il suo ultimo incontro.
Nel 2002 la rivista The Ring lo ha collocato al 20º posto in una propria classifica dei migliori pesi mediomassimi della storia del pugilato.